# Gloria Simonetti

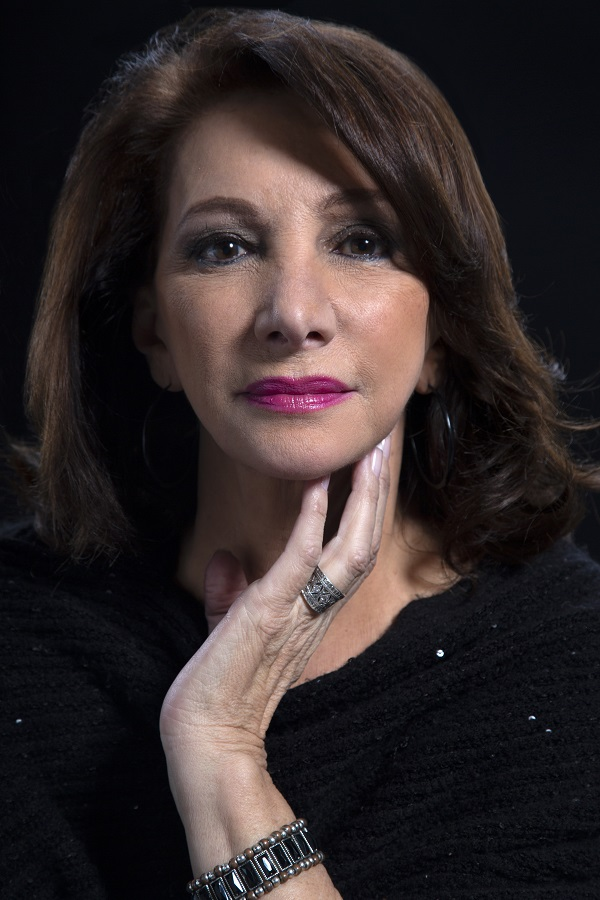
Simonetti (2019)

Gloria Simonetti (* 5. Januar 1948 in Santiago de Chile) ist eine chilenische Sängerin.
Simonetti begann ihre Laufbahn als Sängerin bei Universitätsfestivals, wo sie zwischen 1964 und 1967 mit Julio Zegers auftrat. 1967 erhielt sie einen Vertrag bei RCA Victor, und bereits im Folgejahr war sie beim Festival de Viña del Mar mit drei Titeln (von Julio Zegers, von Nano Vicencio sowie von Carlos González und Hugo Beiza) vertreten. 1968 spielte sie an der Seite von Pedro Messone, Los Huasos Quincheros und Fresia Soto in Germán Beckers Film Ayúdeme usted, compadre.
In der Folgezeit arbeitete sie mit Scottie Scott zusammen. Dieser komponierte für sie den Titel Mira, mira, mit dem sie beim Festival de Viña del Mar 1969 Erfolg hatte. 1971 gab sie ein Konzert im Teatro Municipal de Santiago, dessen Aufzeichnung als LP unter dem Titel Gloria en el Municipal erschien. Anfang der 1970er Jahre lernte sie den Pianisten und Komponisten Luis Advis kennen, der ihr musikalischer Partner wurde. Mit seiner Cantanta Santa María de Iquique gewann sie das Festival von Bulgarien 1973.
Sie arbeitete in der nächsten Zeit mit Isabel Parra und Patricio Manns und dem Arrangeur Horacio Saavedra zusammen. 1981 gelang es ihr, mit Ojalá einen Song des kubanischen Cantautoren Silvio Rodríguez unter den Augen des chilenischen Militärregimes ins Fernsehen zu bringen. Auch Santa Lucia von Miguel Ríos und Entreparéntesis von Nino García machte sie in Chile bekannt. In späteren Jahren nahm sie Alben u. a. mit Valentín Trujillo, Daniel Guerrero und Quique Neira auf. 